# Edward Norton
Edward Harrison Norton (Boston, 18 de agosto de 1969) é um ator, produtor e cineasta norte-americano.
O artista atingiu o estrelato ao atuar em Primal Fear (1996). Norton recebeu quatro indicações ao Oscar, como Melhor Ator por American History X e Melhor Ator Coadjuvante por Primal Fear, Birdman or (The Unexpected Virtue of Ignorance) e A Complete Unknown.

## Biografia
Norton iniciou nos palcos ainda criança, quando matriculou-se aos 8 anos na Orenstein's Columbia School for Teathrical Arts, onde participou do espetáculo Annie Get Your Gun. Estudou e se formou em História na Universidade Yale e, paralelamente, continuou os estudos teatrais, participando de cursos e workshops.
É primo distante dos também atores Julia Roberts, Eric Roberts, e Emma Roberts.

## Filmografia
| Ano  | Título                                          | Personagem                    | Título em português                             | Notas                                 |
| ---- | ----------------------------------------------- | ----------------------------- | ----------------------------------------------- | ------------------------------------- |
| 1996 | The People vs. Larry Flynt                      | Alan Isaacman                 | O Povo Contra Larry Flynt                       |                                       |
| 1996 | Everyone Says I Love You                        | Holden Spence                 | Todos Dizem Eu Te Amo                           |                                       |
| 1996 | Primal Fear                                     | Aaron Stampler                | As Duas Faces de Um Crime                       |                                       |
| 1998 | American History X                              | Derek Vinyard                 | A Outra História Americana                      |                                       |
| 1998 | Rounders                                        | Worm                          | Cartas na Mesa                                  |                                       |
| 1999 | Fight Club                                      | Narrador                      | Clube da Luta                                   |                                       |
| 2000 | Keeping the Faith                               | Father Brian Kilkenney Finn   | Tenha Fé                                        | Produtor e diretor                    |
| 2001 | The Score                                       | Jackie Teller (Brian)         | A Cartada Final                                 |                                       |
| 2002 | Frida                                           | Nelson Rockfeller             | Frida                                           | Roteirista não creditado              |
| 2002 | The 25th Hour                                   | Montgomery "Monty" Brogan     | A Última Noite                                  | Produtor não creditado                |
| 2002 | Red Dragon                                      | Will Graham                   | Dragão Vermelho                                 |                                       |
| 2002 | Death to Smoochy                                | Sheldon Mopes (Smoochy)       | Morra, Smoochy, morra                           |                                       |
| 2003 | The Italian Job                                 | Steve                         | Uma Saída de Mestre                             |                                       |
| 2004 | After the Sunset                                | Ele mesmo                     | Ladrão de Diamantes                             | Não creditado                         |
| 2005 | Down in the Valley                              | Harlan                        | Vale Proibido                                   | Produtor                              |
| 2005 | Kingdom of Heaven                               | Baldwin IV                    | Cruzada                                         |                                       |
| 2006 | The Illusionist                                 | Edward "Eisenheim" Abramovich | O Ilusionista                                   |                                       |
| 2006 | The Painted Veil                                | Walter Fane                   | O Despertar de uma Paixão                       | Produtor                              |
| 2007 | The Simpsons Movie                              | Panicky Man (voz)             | Os Simpsons - o Filme                           | Falas redubladas por Dan Castellaneta |
| 2008 | The Incredible Hulk                             | Bruce Banner / Hulk           | O Incrível Hulk                                 | Roteirista não creditado              |
| 2008 | Pride and Glory                                 | Ray Tierney                   | Força Policial                                  |                                       |
| 2009 | Leaves of Grass                                 | Bill Kincaid / Brady Kincaid  | Irmãos de Sangue                                | Produtor                              |
| 2009 | The Invention of Lying                          | Policial                      | O Primeiro Mentiroso                            | Cameo                                 |
| 2010 | Stone                                           | Stone                         | Homens em Fúria                                 |                                       |
| 2012 | Moonrise Kingdom                                | Randy Ward                    | Moonrise Kingdom                                |                                       |
| 2012 | The Dictator                                    | Ele Mesmo                     | O Ditador                                       | Não creditado                         |
| 2012 | The Bourne Legacy                               | Eric Byer                     | O Legado Bourne                                 |                                       |
| 2013 | Salinger                                        | Ele Mesmo                     | Memórias de Salinger                            |                                       |
| 2014 | The Grand Budapest Hotel                        | Henckels                      | O Grande Hotel Budapeste                        |                                       |
| 2014 | Birdman or (The Unexpected Virtue of Ignorance) | Mike Shiner                   | Birdman ou (A Inesperada Virtude da Ignorância) |                                       |
| 2016 | Sausage Party                                   | Sammy Bagel Jr. (voz)         | Festa da Salsicha                               |                                       |
| 2016 | Collateral Beauty                               | Whit Yardsham                 | Beleza Oculta                                   |                                       |
| 2017 | Little Door Gods                                | Yu Lei (voz)                  | Os Irmãos Guardiões                             | Dublagem em inglês                    |
| 2018 | Isle of Dogs                                    | Rex (voz)                     | Ilha dos Cachorros                              |                                       |
| 2019 | Alita: Battle Angel                             | Nova                          | Alita: Anjo de Combate                          | Cameo não creditado                   |
| 2019 | Motherless Brooklyn                             | Lionel Essrog                 | Brooklyn - Sem Pai Nem Mãe                      | Roteirista, produtor e diretor        |
| 2021 | The French Dispatch                             | The Chauffeur                 | A Crônica Francesa                              |                                       |
| 2022 | Glass Onion: A Knives Out Mystery               | Miles Bron                    | Glass Onion: Um Mistério Knives Out             |                                       |
| 2023 | Asteroid City                                   | Conrad Earp                   | Asteroid City                                   |                                       |
| 2024 | A Complete Unknown                              | Pete Seeger                   | Um Completo Desconhecido                        |                                       |

## Prêmios e indicações

#### Oscar
| Ano  | Categoria               | Filme                                           | Notas    |
| ---- | ----------------------- | ----------------------------------------------- | -------- |
| 1997 | Melhor Ator Coadjuvante | Primal Fear                                     | Indicado |
| 1999 | Melhor Ator             | American History X                              | Indicado |
| 2015 | Melhor Ator Coadjuvante | Birdman or (The Unexpected Virtue of Ignorance) | Indicado |
| 2025 | Melhor Ator Coadjuvante | A Complete Unknown                              | Indicado |

#### Globo de Ouro
| Ano  | Categoria                         | Filme                                           | Notas    |
| ---- | --------------------------------- | ----------------------------------------------- | -------- |
| 1997 | Melhor Ator Coadjuvante em Cinema | Primal Fear                                     | Venceu   |
| 2015 | Melhor Ator Coadjuvante em Cinema | Birdman or (The Unexpected Virtue of Ignorance) | Indicado |
| 2025 | Melhor Ator Coadjuvante em Cinema | A Complete Unknown                              | Indicado |

#### Emmy do Primetime
| Ano  | Categoria                     | Filme                                       | Notas    |
| ---- | ----------------------------- | ------------------------------------------- | -------- |
| 2010 | Melhor Especial de Não-Ficção | By the People: The Election of Barack Obama | Indicado |

#### Emmy do Daytime
| Ano  | Categoria                                                        | Filme                                  | Notas    |
| ---- | ---------------------------------------------------------------- | -------------------------------------- | -------- |
| 2019 | Melhor Performance em um Programa Infantil, Familiar ou Especial | Ask the StoryBots: What Is Electricity | Indicado |

#### BAFTA
| Ano  | Categoria               | Filme                                           | Notas    |
| ---- | ----------------------- | ----------------------------------------------- | -------- |
| 1997 | Melhor Ator Coadjuvante | Primal Fear                                     | Indicado |
| 2015 | Melhor Ator Coadjuvante | Birdman or (The Unexpected Virtue of Ignorance) | Indicado |
| 2025 | Melhor Ator Coadjuvante | A Complete Unknown                              | Indicado |

#### SAG Awards
| Ano  | Categoria               | Filme                                           | Notas    |
| ---- | ----------------------- | ----------------------------------------------- | -------- |
| 2015 | Melhor Ator Coadjuvante | Birdman or (The Unexpected Virtue of Ignorance) | Indicado |
| 2015 | Melhor Elenco em Cinema | Birdman or (The Unexpected Virtue of Ignorance) | Venceu   |
| 2015 | Melhor Elenco em Cinema | The Grand Budapest Hotel                        | Indicado |
| 2025 | Melhor Elenco em Cinema | A Complete Unknown                              | Indicado |
| 2025 | Melhor Ator Coadjuvante | A Complete Unknown                              | Indicado |

#### Critics' Choice Awards
| Ano  | Categoria                         | Filme                                           | Notas    |
| ---- | --------------------------------- | ----------------------------------------------- | -------- |
| 2012 | Melhor Elenco                     | Moonrise Kingdom                                | Indicado |
| 2015 | Melhor Elenco                     | The Grand Budapest Hotel                        | Indicado |
| 2015 | Melhor Elenco                     | Birdman or (The Unexpected Virtue of Ignorance) | Venceu   |
| 2015 | Melhor Ator Coadjuvante em Cinema | Birdman or (The Unexpected Virtue of Ignorance) | Indicado |
| 2022 | Melhor Elenco                     | Glass Onion: A Knives Out Mystery               | Venceu   |
| 2025 | Melhor Ator Coadjuvante em Cinema | A Complete Unknown                              | Indicado |